# ミフルンニサー・ベーグム
ミフルンニサー・ベーグム（Mihr-un-Nissa Begum, 1661年9月28日 - 1706年4月2日）は、北インド、ムガル帝国の第6代皇帝アウラングゼーブの五女。母はアウランガーバーディー・マハル。

## 生涯
1661年9月28日、ムガル帝国の第6代皇帝アウラングゼーブとその妃アウランガーバーディー・マハルの娘としてデリーで生まれた。
1672年12月7日、ミフルンニサー・ベーグムはアウラングゼーブの甥イザード・バフシュ（ムラード・バフシュの息子）と結婚した。
1706年4月2日、ミフルンニサー・ベーグムはデリーで死亡した。